# Ewa Popiel-Barczyk
Ewa Popiel-Barczyk (ur. w lutym 1929 w Skałacie, zm. 2 listopada 2000 w Warszawie) – polska paleontolożka (brachiopodolożka i echinolożka).

## Dane biograficzne
Studiowała w Toruniu. Od 1954 była związana zawodowo z Muzeum Ziemi PAN w Warszawie. Uzyskała stopień naukowy doktora. Członkini Towarzystwa Miłośników Lwowa i Kresów Południowo-Wschodnich.
Jej małżonkiem był paleontolog Wiesław Barczyk, we współautorstwie z którym opublikowała kilka prac naukowych.

## Osiągnięcia naukowe

### Znaczenie w historii nauki
Zajmowała się systematyką ramienionogów kredowych i trzeciorzędowych: była między innymi autorką monograficznego opracowania terebratulidów (16 gatunków) kampanu i mastrychtu Małopolskiego Przełomu Wisły. Opisała nowe rodzaje Kingenella Popiel-Barczyk, 1968, Arcuatothyris Popiel-Barczyk, 1972 i Bronnothyris Popiel-Barczyk & Smirnova, 1978. Ponadto zajmowała się jeżowcami kredowymi.

### Wybrane publikacje
- Upper Cretaceous Terebratulids (Brachiopoda) from the Middle Vistula Gorge (1968)[7]
- Albian–Cenomanian brachiopods from the environs of Annopol (1972)[8]
- Brachiopod genus Cryptopora Jeffreys from the Miocene deposits of the Lublin Upland (1980)[11]

## Upamiętnienie
Na jej cześć nazwano gatunki Argyrotheca popielae Simon, 1992 oraz Kingenella popielae Simon, 2005.